# Faramea eichleri
Faramea eichleri är en måreväxtart som beskrevs av Johannes Müller Argoviensis. Faramea eichleri ingår i släktet Faramea och familjen måreväxter. Inga underarter finns listade i Catalogue of Life.